# 海南锦香草
海南锦香草（学名：Phyllagathis hainanensis）为野牡丹科锦香草属下的一个种。其种加词“hainanensis”意为“海南的”。生于海拔600至800m的山坡上、林谷中、湿地上。产于海南，是海南特有的植物。

## 性状
小灌木。茎钝四棱形，灰白色。小枝四棱形，棱上有肋，被微柔毛及疏腺毛，以后渐无毛。叶片纸质，长圆状椭圆形至椭圆形。叶面仅基出脉间具1行疏刺毛，基出脉下凹，侧脉不明显，背面被微柔毛。
花期5～8月；有时12月也开花；果期8～12月。